# Vediantis
Els vediantis (en llatí Vediantii, en grec antic Οὐεδιάντιοι) eren una tribu lígur que habitava als Alps marítims prop de la desembocadura del riu Var. Claudi Ptolemeu i Plini el vell els assignen la ciutat de Cemenelium (Cimiez), prop de Niça.